# Ross Spears
Ross Spears (* 1947 in Johnson City, Tennessee) ist ein US-amerikanischer Dokumentarfilmer.

## Leben
Spears erhielt ein Guggenheim-Stipendium und drehte 1980 seinen ersten Dokumentarfilm. Die Dokumentation über den US-amerikanischen Dichter James Agee, in dem unter anderem Jimmy Carter, John Huston und Robert Saudek zu Wort kamen, wurde 1981 für den Oscar in der Kategorie Bester Dokumentarfilm nominiert.
Sein nächstes Projekt war Electric Valley  über die Tennessee Valley Authority, der größte Energieerzeuger der USA im Auftrag des PBS. The Long Shadows beschäftigte sich mit den Auswirkungen des Sezessionskrieges. Danach wandte Spears sich ein weiteres Mal James Agee zu, 1992 entstand To Render a Life über dessen Buch Preisen will ich die großen Männer. Tell About the South: Voices in Black and White war eine weitere Produktion für PBS über die Südstaatenliteratur vor Beginn des Zweiten Weltkriegs. Für Appalachia: A History of Mountains and People über die Appalachen gewann er Sissy Spacek als Erzählerin.
Bei seinen Produktionen agiert Spears zumeist als Regisseur, Produzent und Drehbuchautor in Personalunion. Teilweise führt er auch die Kamera oder ist für den Filmschnitt verantwortlich.

## Filmografie (Auswahl)
- 1980: Agee
- 1983: The Electric Valley
- 1987: Long Shadows
- 1992: To Render a Life
- 1998: Tell About the South: Voices in Black and White
- 2009: Appalachia: A History of Mountains and People
- 2010: The High Holy Days Video Project

## Auszeichnungen
- 1981: Oscar-Nominierung in der Kategorie Bester Dokumentarfilm für Agee
- 1992: Crystal Heart Award für To Render a Life